# Maria Anna Mancini
Maria Anna Mancini (ur. 1649, zm. 20 czerwca 1714) – francuska szlachcianka włoskiego pochodzenia, jedna z siedmiu siostrzenic kardynała Mazarini, Pierwszego Ministra Francji. Maria Anna i jej siostry były znane na dworze jako Mazarinietki.

## Pochodzenie
Maria Anna urodziła się w 1649 roku w Rzymie jako córka barona Lorenza Mancini i Giorlamy Mazzarini, siostry kardynała Mazarini, która po śmierci męża w 1650 roku zabrała córki ze sobą do Paryża w nadziei użycia wpływu kardynała do zapewnienia im fortuny i wspaniałych małżeństw. Siostrami Marii Anny były:
- Laura Mancini (1636–1657), poślubiła Ludwika II Burbona, księcia Vendôme
- Olimpia Mancini (1638–1708), poślubiła Eugeniusza Maurycego Sabaudzkiego, hrabiego Soissons
- Maria Mancini (1639–1715), była kochanką Ludwika XIV, potem poślubiła Wawrzyńca, księcia Colonna
- Hortensja Mancini (1646–1699), poślubiła Armanda Karola de la Porte de La Meilleraye, który otrzymał tytuł księcia Mazarin

W tym samym czasie co Girolama i jej córki, do Francji przybyły córki drugiej siostry kardynała, Laury:
- Anna Maria Martinozzi (1637–1672), poślubiła Armanda Burbona, księcia de Conti
- Laura Martinozzi (1639–1687), poślubiła Alfonsa IV d’Este, księcia Modeny

Siostry Martinozzi przeprowadziły się do wuja w tym samym celu co kuzynki - by dorze wyjść za mąż. Starsza z nich, Laura została żoną księcia Modeny i Reggio, Alfonsa IV i matką Marii Modeńskiej, drugiej żony Jakuba II, króla Anglii, Szkocji i Irlandii. Młodsza, Anna Maria wyszła za mąż za francuskiego księcia krwi Armanda, księcia Conti.
Maria Anna miała również trzech braci: Pawła, Filipa Juliusza, późniejszego księcia Nevers i Alfonsa. Filip Juliusz był homoseksualnym kochankiem brata Ludwika XIV, księcia Orleanu Filipa.

## Wczesne życie
Maria Anna przybyła do Paryża o wiele później od swoich sióstr w 1655, kiedy mniej więcej miała sześć lat. Ostatnia Mazarinietka była rozpieszczaną przez dwór i kardynała dziewczynką, co było spowodowane przez jej młody wiek - dzieci rodzi arystokratycznych wychowywały się zazwyczaj u opłacanych mamek na wsi, miało to uchronić je od nawiedzających co jakiś czas dwór epidemii ospy. Ówcześni pamiętnikarze opisywali ją jako dowcipne i ładne dziecko. Nie dorównała jej w tym nawet jej siostra Hortensja, ulubienica kardynała i późniejsza słynna piękność. Marię powszechnie uważano za najinteligentniejszą i najbardziej pełną życia z jej sióstr. Miała bawić kardynała i regentkę tańcząc na dworskich balach maskowych.
W 1657 roku jej starsza siostra Laura zmarła w połogu i Maria Anna, mimo młodego wieku, wychowywała niewiele od niej młodszych siostrzeńców. Była od nich starsza zaledwie o pięć lat. Najmłodszy z braci zmarł w wieku trzech lat na ospę w 1660 roku. Dwóch starszych Ludwik Józef i Filip dożyli starości. Obaj byli żołnierzami, a Ludwik Józef został generałem wojsk francuskich i Marszałkiem Francji.

## Małżeństwo i potomstwo

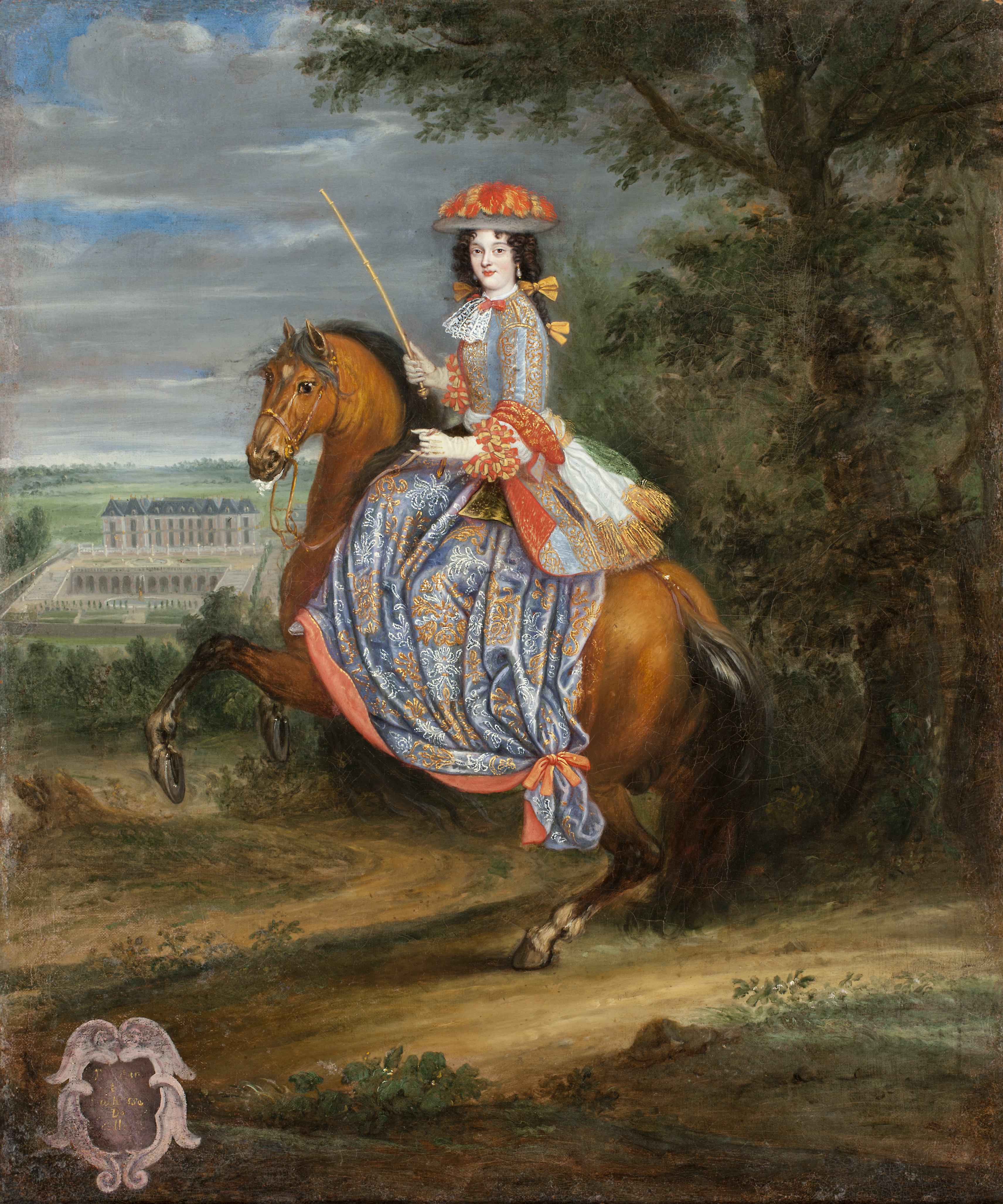

Kiedy kardynał zmarł Maria Anna miała trzynaście lat. W nocy na dzień przed jego śmiercią słynny francuski feldmarszałek wicehrabia Turenne przybył do łoża umierającego i poprosił go o rękę Marii Anny w  imieniu swojego siostrzeńca, księcia Bouillon. Mniej więcej rok później 22 kwietnia 1662 roku młoda Mancini wyszła za mąż za Godfryda Maurycego de La Tour d'Auvergne w należącym do jej siostry paryskim Hôtel de Soissons, w obecności króla, jego matki i żomy.
Mąż Marii Anny był dobrym żołnierzem, nie dbał jednak o pozycję na dworze i był półanalfabetą. W rezultacie inteligentna i ambitna piętnastoletnia księżna mogła poświęcić się swoim politycznym i literackim zainteresowaniom. Otworzyła salon w swoim nowym paryskim pałacu Hôtel de Bouillon, gdzie przyjmowała pisarzy, poetów i arystokrację.
Ze związku z mężem miała siedmioro dzieci:
- Ludwika Karola de La Tour d'Auvergne, księcia Turenne (ur. 14 stycznia 1665, zm. 4 sierpnia 1692) zmarłego w Enghien, męża Anny Ginewry de Lévis (1673–1727), córki pani Ventadour;
- Marię Elżbietę de La Tour d'Auvergne, znaną jako Mademoiselle de Bouillon (8 czerwca 1666, zm. 24 grudnia 1725), niezamężną;
- Emanuela Teodozjusza de La Tour d'Auvergne, księcia Bouillon (ur. 1668  – zm. 17 kwietnia 1730), czterokrotnie zamężnego z Marią Armandą de la Trémoïlle (1677–1717), córką Karola Belgika de La Trémoille; z Ludwiką Franciszką Angeliką Le Tellier, wnuczką ministra wojny Ludwika XIV markiza Louvois; z Anną Marią Chrystianą de Simiane (zm. 1722); z Ludwiką Henriettą Franciszką Lotaryńską (1707–1737), córką Anne Marie Józefa Lotaryńskiego, hrabiego Harcourt;
- Eugeniusza Maurycego de La Tour d'Auvergne, księcia Château-Thierry (ur. 29 marca 1669 - 23 listopada 1672), nieżonatego;
- Fryderyka Juliusza de La Tour d'Auvergne, księcia Auvergne (ur. 2 maja 1672, zm. 1733), męża Oliwii Katarzyny de Trantes;
- Ludwika Henryka de La Tour d'Auvergne, hrabiego Évreux (ur. 2 sierpnia 1674, zm. 23 stycznia 1753), męża Marii Anny Crozat (1695–1729), córki Antoniego Corat;
- Ludwikę Julię de La Tour d'Auvergne, znaną jako Mademoiselle de Château-Thierry (ur. 26 listopada 1679, zm. 21 listopada 1750), żona Franciszka Armanda de Rohan (1682–1717), księcia Montbazon.

## Późniejsze życie
Maria Anna jest znana z roztoczenia swego patronatu nad młodym La Fontaine.
Została społecznie i politycznie skompromitowana podczas niesławnej afery trucicielskiej. Oskarżano ją, że trucizną dostarczoną jej przez znaną paryską trucicielkę La Voisin otruła męża, by poślubić swojego siostrzeńca Ludwika Józefa. Jednak w przeciwieństwie do swoej starszej siostry Olimpii, która została aresztowana i dzięki pomocy wysoko postawionych krewnych i przyjaciół uciekła z więzienia do Hiszpanii, Maria Anna nigdy nie została ukarana przez Ludwika XIV.